# Сагинтаев, Сапар Сагинтаевич
Сапар Сагинтаевич Сагинтаев — советский хозяйственный, государственный и политический деятель.

## Биография
Родился в 1936 году в Актюбинске. Член КПСС.
С 1953 года — на хозяйственной, общественной и политической работе. В 1953—1992 гг. — учитель физики, инспектор Родниковского районо, комбайнер колхоза, первый секретарь Степного райкома КПК, второй секретарь Актюбинского обкома ЛКСМК, второй секретарь Ленинского райкома КПК, первый секретарь Уилского, Октябрьского райкома КПК, председатель Актюбинского облисполкома.
Избирался депутатом Верховного Совета Казахской ССР 11-го, 12-го созывов.
Скончался 5 сентября 2020 года.